# Scirpus huae
Scirpus huae är en halvgräsart som beskrevs av Tetsuo Michael Koyama. Scirpus huae ingår i släktet skogssävssläktet, och familjen halvgräs. Inga underarter finns listade i Catalogue of Life.